# Петров Роман Альбертович
Роман Альбертович Петров (рос. Роман Альбертович Петров; 24 квітня 1985, м. Андропов, СРСР) — російський хокеїст, центральний нападник. Виступає за «Молот-Прикам'я» (Перм) у Вищій хокейній лізі. 
Вихованець хокейної школи «Локомотив» (Ярославль). Виступав за ХК «Бєлгород», «Югра» (Ханти-Мансійськ), «Газовик» (Тюмень), «Дизель» (Пенза). 